# Сінець (Люблінське воєводство)
Сінець (пол. Siniec) — село в Польщі, у гміні Жулкевка Красноставського повіту Люблінського воєводства.
Населення — 104 особи (2011).
У 1975-1998 роках село належало до Замойського воєводства.

## Демографія
Демографічна структура станом на 31 березня 2011 року:
|          | Загалом | Допрацездатний вік | Працездатний вік | Постпрацездатний вік |
| -------- | ------- | ------------------ | ---------------- | -------------------- |
| Чоловіки | 52      | 14                 | 30               | 8                    |
| Жінки    | 52      | 10                 | 30               | 12                   |
| Разом    | 104     | 24                 | 60               | 20                   |